# Synagoga Beth Israel w Scottsdale
Synagoga Beth Israel w Scottsdale (ang. Beth Israel Synagogue in Scottsdale) – reformowana synagoga znajdująca się w Scottsdale w stanie Arizona, przy 10460 North 56th Street.
Synagoga została założona w 1920 roku z inicjatywy Kongregacji Beth Israel. Jest najstarszą reformowaną synagogą w strefie metropolitarnej Phoenix. Jej rabinem jest Rony Keller, zaś rabinem seniorem Stephen Kahn.